# Athelopsis baculifera
Athelopsis baculifera är en svampart som först beskrevs av Bourdot & Galzin, och fick sitt nu gällande namn av Jülich 1971. Athelopsis baculifera ingår i släktet Athelopsis och familjen Atheliaceae.   Inga underarter finns listade i Catalogue of Life.